# NGC 2753-2
NGC 2753-2 في الفهرس العام الجديد، هي مجرة، تقع في كوكبة السرطان. اكتشفت في 21 فبراير 1863 بواسطة هاينريش لويس دريست.

## روابط خارجية
- NGC 2753-2 على موقع ويكي سكاي: DSS2, SDSS, GALEX, IRAS, Hydrogen α, X-Ray, Astrophoto, Sky Map, Articles and images